# Bioindicator

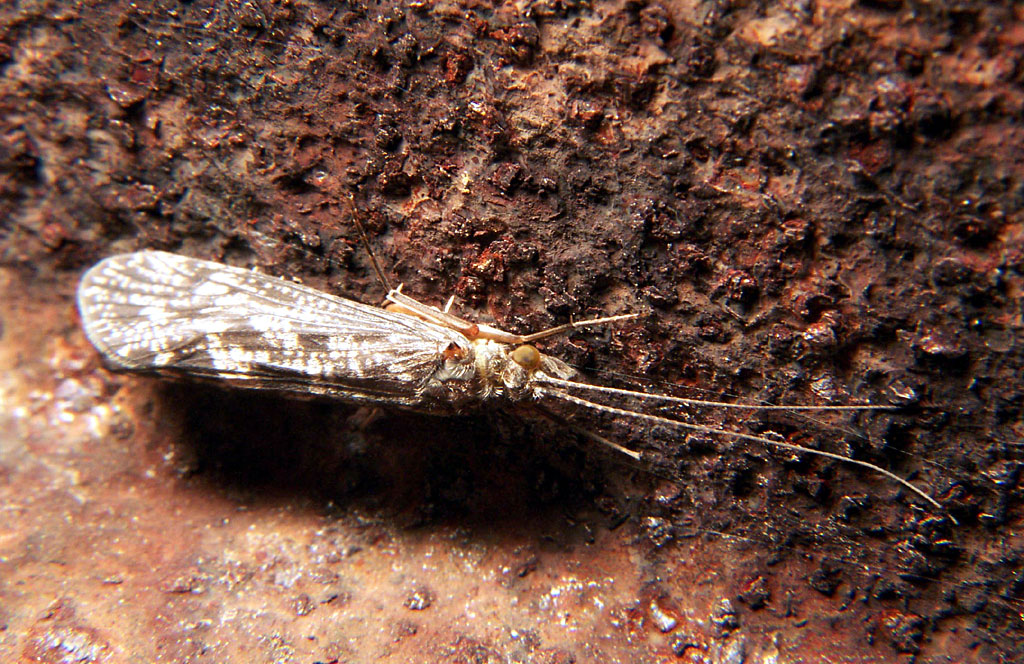
Friganidele (ordinul Trichoptera) sunt specii nevertebrate care funcționează ca bioindicatori al calității apei.

Un bioindicator este orice specie sau grup de specii a căror funcție, populație sau statut poate dezvălui starea calitativă a mediului. Cele mai comune specii indicatoare sunt animalele. De exemplu, copepodele și alte crustacee mici acvatice prezente în diverse corpuri de apă pot fi monitorizate pentru a detecta schimbări (biochimice, fiziologice sau comportamentale) care pot indica o problemă în cadrul ecosistemului lor. Bioindicatorii pot oferi informații despre efectele cumulative ale diferiților poluanți asupra ecosistemului și despre durata existenței unei probleme, lucru pe care testele fizice și chimice nu îl pot face.